# Vaskovics Lajos
Vaskovics Lajos (szlovákul Ľudovít Vaškovič; Nemespann, 1919. augusztus 6. – Pozsony, 1997. április 13.) nemzetgazdász, megyei hivatalnok, pénzügyminiszter-helyettes.

## Élete
Szülei Vaskovics Pál (1896) és  Júlia (1895), testvérei Erzsébet (1921) és Róza (1923) voltak.
Iskoláit Nemespannon, Nagycétényben, majd Komáromban, a bencés gimnáziumban végezte. 1939–1943 között a Magyar Királyi József Nádor Műszaki és Gazdaságtudományi Egyetem Közgazdaságtudományi Karán tanult Budapesten. 1940–1941-ben a Magyar Nemzeti Bank, 1942–1943 között a Magyar Általános Hitelbank munkatársa. 1943 októberétől 1946 áprilisáig a magyar hadsereg tartalékosaként szolgált. Egy ideig amerikai hadifogságban volt.
1946-ban doktorált, majd visszatért Csehszlovákiába. A Tatra Bank pozsonyi részlegén helyezkedett el. 1948-ban belépett a Kommunista Pártba. A Tatra Bank 1950-ben beolvadt a Csehszlovák Állami Bankba, melyben különböző vezetői funkciókat látott el. 1954–1959 között a pozsonyi Pénzügyi Bizottság megbízottjának helyettese. 1959–1960-ban a bank szlovákiai (Národná banka Slovenska) területi vezetője volt. 1960–1969 között a Nyugat-szlovákiai Megyei Nemzeti Bizottság elnökhelyettese és a Megyei Tervezőbizottság elnöke. 1967-től neve feltűnik az utazási csekkeken is. 1969–1970-ben a Szlovák Szocialista Köztársaság pénzügyminiszterének helyettese. 1970-ben a prágai Csehszlovák Állami Bank főigazgatójának első helyettese volt. 1971-ben a bank területi igazgatója. 1974-től a pénzügyminiszteri bizottság tagja. 1974-ben a Líbiával katonai segítségnyújtás ügyében tárgyaló csehszlovák delegáció tagja. 1983-ban nyugdíjba vonult. Pályafutása alatt több más szakszervezeti, banki és pártfunkciót is ellátott.
1951-ben Kelet-Németországban, 1956-ban Magyarországon volt tanulmányúton. A Hlas banky folyóirat szerkesztőbizottságának elnöke volt. Felesége Botlik Éva (1922–1996) volt. Két fia szintén a bankszektorban helyezkedett el.

## Elismerései
- 1965 – A szocialista mezőgazdaság építője kitüntetés
- 1968 – Forradalmi szakszervezeti mozgalom ezüst kitüntetése
- 1969 – Munka Érdemrend (Csehszlovákia)
- 1983 – Munka Érdemrend (Csehszlovákia)
- 1996 – Budapesti Közgazdaságtudományi Egyetem aranydiplomája
- Csehszlovák Kommunista Párt 50. évfordulójának emlékmedálja
- A győztes februári hatalomváltás 25. évfordulójának emlékmedálja

## Művei
- 1980 – Iniciatíva prispeje k dosiahnutiu cieľov v tomto roku. Hlas banky 25/9